# Holiday (canción de Scorpions)
«Holiday» es una canción de la banda alemana de hard rock y heavy metal Scorpions, incluida como la última pista del álbum Lovedrive (1979). Compuesta por el vocalista Klaus Meine y el guitarrista Rudolf Schenker, su grabación se llevó a cabo en los Dierks Studios de Colonia, en Alemania. Es una power ballad de rock interpretada mayormente con guitarras acústicas, cuya letra, según Meine, expresa «el deseo de apreciar el momento presente, de saborear la vida». De acuerdo con Michael Schenker —hermano menor de Rudolf—, él tuvo una intervención directa en la composición, ya que aseguró que creó la introducción, aunque no recibió créditos por ello.
La canción salió a la venta como el cuarto sencillo de Lovedrive únicamente en los Estados Unidos en 1979, a través de la compañía discográfica Mercury Records. Tras su lanzamiento en el país, logró casi una nula atención en las listas musicales, pues en febrero de 1980 solo alcanzó el puesto 131 en el recuento de sencillos de la revista Record World. Por su parte, recibió reseñas positivas por parte de la prensa especializada, y a menudo se la considera una de las mejores canciones de la banda. En 1989, se remezló para el álbum recopilatorio Best of Rockers 'n' Ballads y EMI Records lanzó esa edición como sencillo en algunos países europeos, mientras que en los Estados Unidos estuvo disponible de manera promocional.
A pesar de que la banda tuvo dudas sobre cómo reaccionaría el público con un tema principalmente acústico, obtuvo una recepción positiva luego de que la interpretaran en vivo en el Reino Unido. De hecho, Schenker detalló que, aunque no fue un éxito en las listas musicales, «sí lo fue para nuestros fanáticos». Posteriormente, formó parte del repertorio de varias de sus giras de conciertos, y algunas de las interpretaciones figuraron en diversas producciones en directo o en videos de larga duración. Asimismo, otros artistas realizaron sus propias versiones con el paso de los años.

## Antecedentes
Luego de presentarse por primera vez en Japón en abril de 1978, Uli Jon Roth renunció a Scorpions para iniciar una carrera con su propia agrupación, Electric Sun. Esto obligó a la banda a buscar un nuevo guitarrista. En primera instancia, los integrantes realizaron unas pruebas en Londres, aunque no quedaron convencidos con ninguno de los 140 aspirantes. Al final, el bajista Francis Buchholz sugirió al alemán Matthias Jabs, quien, tras una audición presidida por el guitarrista Rudolf Schenker, ingresó a Scorpions en junio de 1978.
En el último cuatrimestre de ese año, la banda registró el álbum de estudio Lovedrive. Durante las sesiones de grabación, Rudolf invitó a su hermano, Michael Schenker, que por entonces se encontraba en Alemania tras su salida del grupo UFO. El menor de los Schenker recibió créditos por tocar los solos de guitarra en «Another Piece of Meat», «Lovedrive», «Loving You Sunday Morning» y en la instrumental «Coast to Coast». Sin embargo, su intervención real en el disco ha sido tema de discusión, pues años más tarde afirmó que también participó en el proceso creativo de ciertas canciones, pero no tuvo créditos por ello.

## Composición y grabación
Klaus Meine escribió la letra de «Holiday», mientras que Rudolf Schenker compuso la música. De acuerdo con el vocalista, para la letra se inspiró en un hermoso día de verano que pasó junto con su familia. Si bien la palabra holiday se traduce como «vacaciones», la canción no alude literalmente a un viaje para tomar un descanso, sino que más bien trata sobre olvidar las preocupaciones y la rutina diaria para valorar el momento, aunque sea temporal. En este sentido, Meine explicó que expresa «el deseo de apreciar el momento presente, de saborear la vida».
En cuanto a la música, se interpreta mayormente con guitarras acústicas. Sin embargo, la parte media añade una sección eléctrica que intensifica el ritmo, para luego concluir con el tramo acústico del principio. Esta es una de las canciones que Michael aseguró haber tenido una intervención activa en la creación, ya que afirmó que compuso la introducción de cuarenta segundos. Años más tarde, el baterista Herman Rarebell respaldó su versión y señaló que los dos hermanos habían compuesto la música. Por su parte, Meine aseveró que Michael pasó una noche en el estudio viendo el asunto de las guitarras y que al día siguiente la canción ya estaba lista.
«Holiday» es una power ballad de rock asociada usualmente a los subgéneros arena rock, hard rock y heavy metal. Según la partitura publicada en Musicnotes por Alfred Publishing Co. Inc, el tema está compuesto en la tonalidad de re menor, con un tempo de «balada media» de 115 pulsaciones por minuto. El registro vocal de Meine se extiende desde la nota sol4 a re6 en el índice acústico científico. Al igual que las demás canciones del álbum Lovedrive, la grabación se llevó a cabo en los Dierks Studios de Colonia (Alemania) entre septiembre y diciembre de 1978, y contó con la producción de Dieter Dierks.

## Lanzamiento y reediciones
«Holiday» salió a la venta como el cuarto sencillo de Lovedrive únicamente en los Estados Unidos en 1979, a través de la compañía discográfica Mercury Records. Editado en formato de vinilo de 7", el lado B lo ocupó «Always Somewhere». Tras su lanzamiento en el país, logró una escasa atención comercial; de hecho, Schenker comentó que «no fue un éxito en las listas musicales, pero sí lo fue para nuestros fanáticos». En la semana del 29 de diciembre de 1979, debutó en el recuento de sencillos de la revista Record World en el puesto 136, y el 2 de febrero de 1980 alcanzó como máxima posición el número 131.
En 1989, para la edición estadounidense del álbum recopilatorio Best of Rockers 'n' Ballads, Steve Thompson y Michael Barbiero remezclaron la canción en los estudios Bearsville de Nueva York. Ese mismo año, EMI Records lanzó esta versión como sencillo en determinados países europeos, y el lado B dependió del formato físico. Por ejemplo, tanto en el vinilo de 7" como en el disco compacto, lo ocupó «Lovedrive», mientras que en el vinilo de 12" y el maxisencillo se añadieron «Loving You Sunday Morning» y «Walking On the Edge», este último del álbum Savage Amusement (1988). En marzo de 1990, alcanzó el tercer puesto en la lista musical de Polonia. Por su parte, en los Estados Unidos solo estuvo disponible como sencillo promocional.

## Comentarios de la crítica
«Holiday» recibió reseñas favorables por parte de la prensa especializada. Un redactor de Billboard, en la revisión a Lovedrive, la consideró una de las canciones más destacadas del álbum, mientras que Barry Weber, del sitio web AllMusic, la nombró una de las mejores de Scorpions. Cashbox comentó que estaba destinada a las listas de AOR gracias a su melodía acústica «verdaderamente hermosa» y a la voz de Meine «alta y aireada». Asimismo, remarcó que la parte final tenía el único indicio de hard rock. Por su parte, Classic Rock lo describió como un tema «centrado y suave» que «aportó otro elemento vital al arsenal de la banda: la gran balada llorosa».
La edición italiana de la revista Billboard lo incluyó entre los diez mejores temas del grupo. En su respectivo análisis, expresó que refleja la capacidad de Scorpions de «pasar de un tono melancólico a uno más agresivo», demostrando su «versatilidad a la hora de equilibrar la emoción y el poder musical». El autor francés Guillaume Gaguet, en su libro Scorpions L'intégrale en 367 piqûres (2020), la calificó como una de las power ballads más bellas del grupo y una de sus mejores canciones. Por su parte, el escritor Bruce Pollock la incluyó en su libro Las 7500 canciones más importantes de la era del rock and roll (2005).

## Versiones

### Regrabaciones de Scorpions
Scorpions interpretó la canción en vivo por primera vez en 1979 en el Reino Unido, durante la gira promocional de Lovedrive. Para el año siguiente, en el marco de la gira de Animal Magnetism, la banda tocaba la parte acústica como interludio para la power ballad «Lady Starlight». Schenker afirmó que tuvieron dudas sobre cómo reaccionaría el público con un tema cantado únicamente con guitarras acústicas. Incluso fueron en contra de la opinión de los promotores, quienes veían con malos ojos que un grupo de rock incluyera baladas acústicas en los conciertos. No obstante, la recepción de los espectadores fue muy positiva, ya que solían cantarla junto con Meine. De hecho, esta interacción quedó registrada en la producción en vivo World Wide Live, de 1985.
Posteriormente, algunas de las interpretaciones en vivo fueron incluidas en álbumes en directo y videos de larga duración como To Russia with Love and Other Savage Amusements (1989), Live At Wacken Open Air 2006 (2008) y Live 2011: Get Your Sting and Blackout (2011). Además, «Holiday» fue una de las primeras canciones adaptadas en formato acústico para el disco unplugged Acoustica (2001), pues tuvieron en mente la primera interpretación de 1979. Con arreglos del director de orquesta Christian Kolonovits, esta versión es más alegre y bailable, y cuenta con ritmos de música brasileña. En noviembre de 2001, alcanzó el sexto puesto en la lista musical de Francia.

### Versiones de otros artistas
Con el paso de los años, «Holiday» ha sido versionada por diversos artistas para distintas producciones. En 1999, la cantante filipina Regine Velásquez la interpretó para su álbum R2K. El exguitarrista de Dokken, George Lynch, junto con el vocalista de Rough Cutt, Paul Shortino, grabaron una versión que figuró en el disco Scorpion Tales, de 2007. En 2010, el entonces baterista de Scorpions, James Kottak, realizó un cover en estilo punk para el álbum Rock & Roll Forever de su proyecto Kottak.
En mayo de 2012, Joey Tempest y John Norum, integrantes de Europe, la interpretaron en un espectáculo para la radio alemana SWR1. Por su parte, Michael Schenker la tocó en más de ochenta ocasiones entre 2011 y 2015 como parte de las presentaciones en vivo del proyecto Temple of Rock, en el que también participaban los exmúsicos de Scorpions, Herman Rarebell y Francis Buchholz. La presentación realizada en Tilburg (Países Bajos) se grabó para el DVD Live in Europe (2012).

## Lista de canciones
| Vinilo de 7" (1979) |                    |                 |          |  |
| N.º                 | Título             | Escritor(es)    | Duración |  |
| 1.                  | «Holiday»          | Schenker, Meine | 6:35     |  |
| 2.                  | «Always Somewhere» | Schenker, Meine | 5:03     |  |

| Vinilo de 7" y disco compacto (1989) |                                          |                 |          |  |
| N.º                                  | Título                                   | Escritor(es)    | Duración |  |
| 1.                                   | «Holiday» (Versión remezclada y editada) | Schenker, Meine | 3:48     |  |
| 2.                                   | «Lovedrive»                              | Schenker, Meine | 4:50     |  |

| Vinilo de 12" y maxisencillo (1989) |                             |                           |          |  |
| N.º                                 | Título                      | Escritor(es)              | Duración |  |
| 1.                                  | «Holiday»                   | Schenker, Meine           | 6:31     |  |
| 2.                                  | «Loving You Sunday Morning» | Schenker, Meine, Rarebell | 5:35     |  |
| 3.                                  | «Walking On the Edge»       | Schenker, Meine           | 5:05     |  |

## Posicionamiento en listas musicales
| País           | Lista (1979)             | Posición |
| -------------- | ------------------------ | -------- |
| Estados Unidos | Record World Top Singles | 131      |
| País           | Lista (1990)             | Posición |
| Polonia        | LP3 Chart                | 3        |
| País           | Lista (2001)             | Posición |
| Francia        | French Singles Chart     | 6        |

## Créditos
| - Klaus Meine: voz - Rudolf Schenker: guitarra eléctrica y guitarra acústica - Matthias Jabs: guitarra eléctrica y guitarra acústica - Francis Buchholz: bajo - Herman Rarebell: batería | - Dieter Dierks: producción |

Fuente: Contraportada de Lovedrive.